# グンゼスポーツクラブ

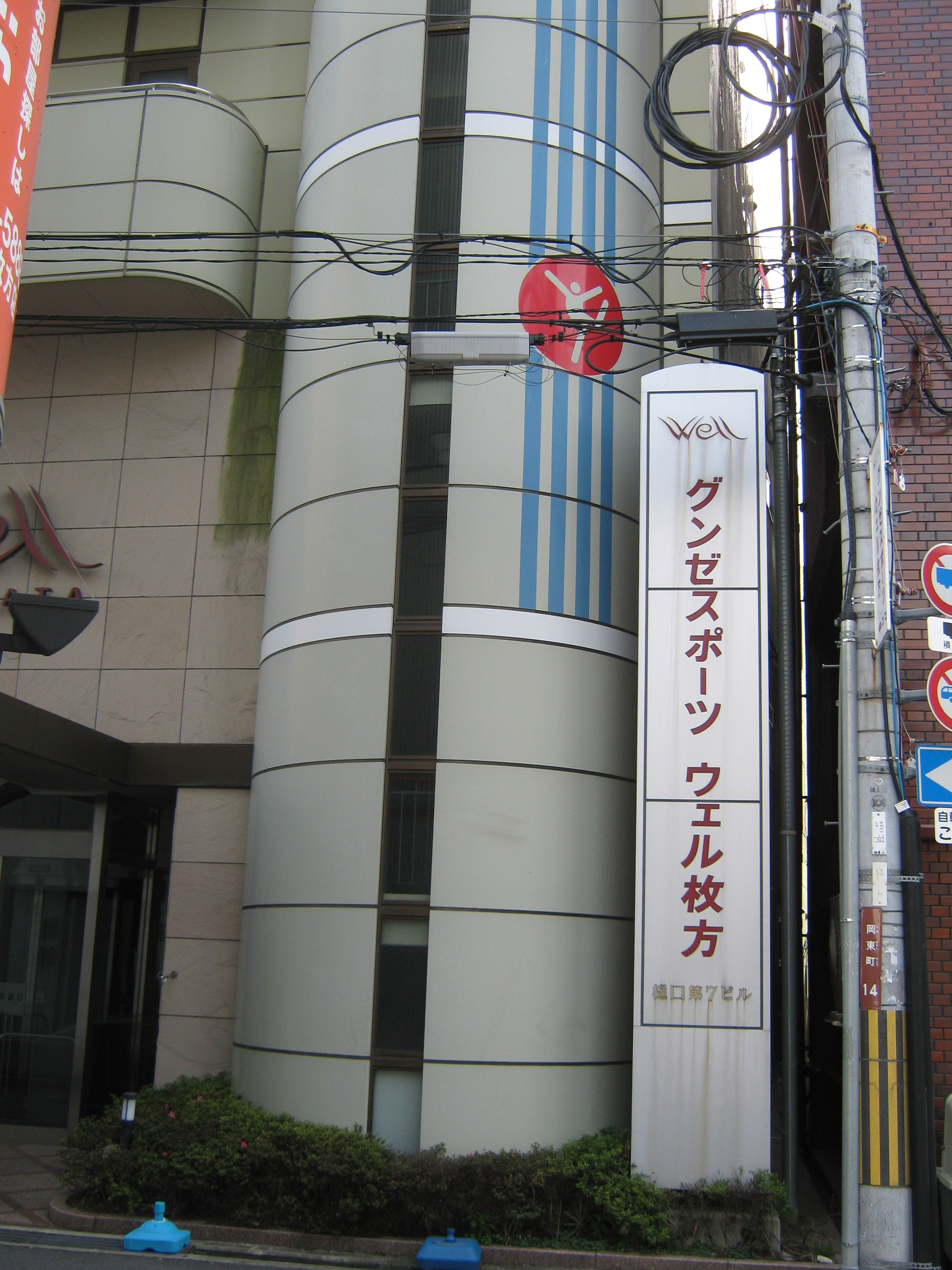
グンゼスポーツクラブ枚方店、枚方市

グンゼスポーツクラブは、グンゼ株式会社の傘下企業グンゼスポーツ株式会社が運営する日本のスポーツクラブ。

## 概要
グンゼスポーツクラブのブランドでスポーツクラブを運営。事業開始当時はウエルのブランドであったが2001年にイオン系のダイヤモンドシティ（現・イオンモール）からスポーツクラブコムズ4店舗を買い取り、さらに以降新設されるクラブには‘‘‘グンゼスポーツ‘‘‘のブランド名を使用したため、ブランド名が3つになった。2009年に3ブランドを統合し、グンゼスポーツクラブのみとなった。

## 運営会社
運営会社であるグンゼスポーツ株式会社は、兵庫県尼崎市塚口本町4丁目8番1号を所在地とする日本の法人。社団法人日本フィットネス産業協会の正会員企業である。グンゼ株式会社が、1984年12月1日に100%子会社として設立した。

## 沿革
- 1984年 12月　グンゼスポーツ株式会社設立
- 2001年 10月  株式会社ダイヤモンドシティからスポーツクラブ事業を譲受
- 2009年 「ウェル」「コムズ」のブランドを、「グンゼスポーツクラブ」の名称にすべて統一

## 店舗
群馬県
- グンゼスポーツクラブ前橋

埼玉県
- グンゼスポーツクラブ川口 （イオンモール川口内）

富山県
- グンゼスポーツクラブ富山 （富山市民プラザ内）

愛知県
- グンゼスポーツクラブmozoワンダーシティ（mozoワンダーシティ内）
- グンゼスポーツクラブスカイガーディン（イオンタウン名西内（旧・ダイヤモンドシティ名西ショッピングセンター））

滋賀県
- グンゼスポーツクラブ南草津レイクブルー

京都府
- グンゼスポーツクラブKyoto烏丸六角

大阪府
- グンゼスポーツクラブ桜宮
- グンゼスポーツクラブ枚方
- グンゼスポーツクラブはびきの （はびきのコロセアム内）

奈良県
- グンゼスポーツクラブ橿原アルル

兵庫県
- グンゼスポーツクラブ神戸ハーバー
- グンゼスポーツクラブつかしん （グンゼタウンセンター つかしん内）
- グンゼスポーツクラブポートウェーブ西宮
- グンゼスポーツクラブ西明石 （ビエラタウン西明石内）
- グンゼスポーツクラブ川西 （ラ・ラ・グランデビル内）

岡山県
- グンゼスポーツクラブアイビースクエア
- グンゼスポーツクラブ岡山妹尾

広島県
- グンゼスポーツクラブイオンモール広島祇園

指定管理施設
- におの浜ふれあいスポーツセンター